# Johannes Cornelis Wienecke
Johannes Cornelis Wienecke, né le 24 mars 1872 à Heiligenstadt et mort le 8 novembre 1945 à Apeldoorn, est un médailleur néerlandais.

## Biographie
Johannes Cornelis Wienecke a conçu de nombreuses œuvres, dont le Monument au général Karel van der Heydenbank en 1903, érigé dans le parc de Bronbeek à Arnhem. Il grave des pièces de monnaie néerlandaises, dont la série de pièces dite au manteau d'hermine de la reine Wilhelmine des Pays-Bas en 1911, et des médailles dont celle des Jeux olympiques d'été de 1928 à Amsterdam.

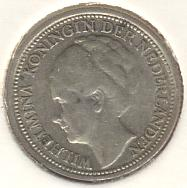
Coin Wilhelmina
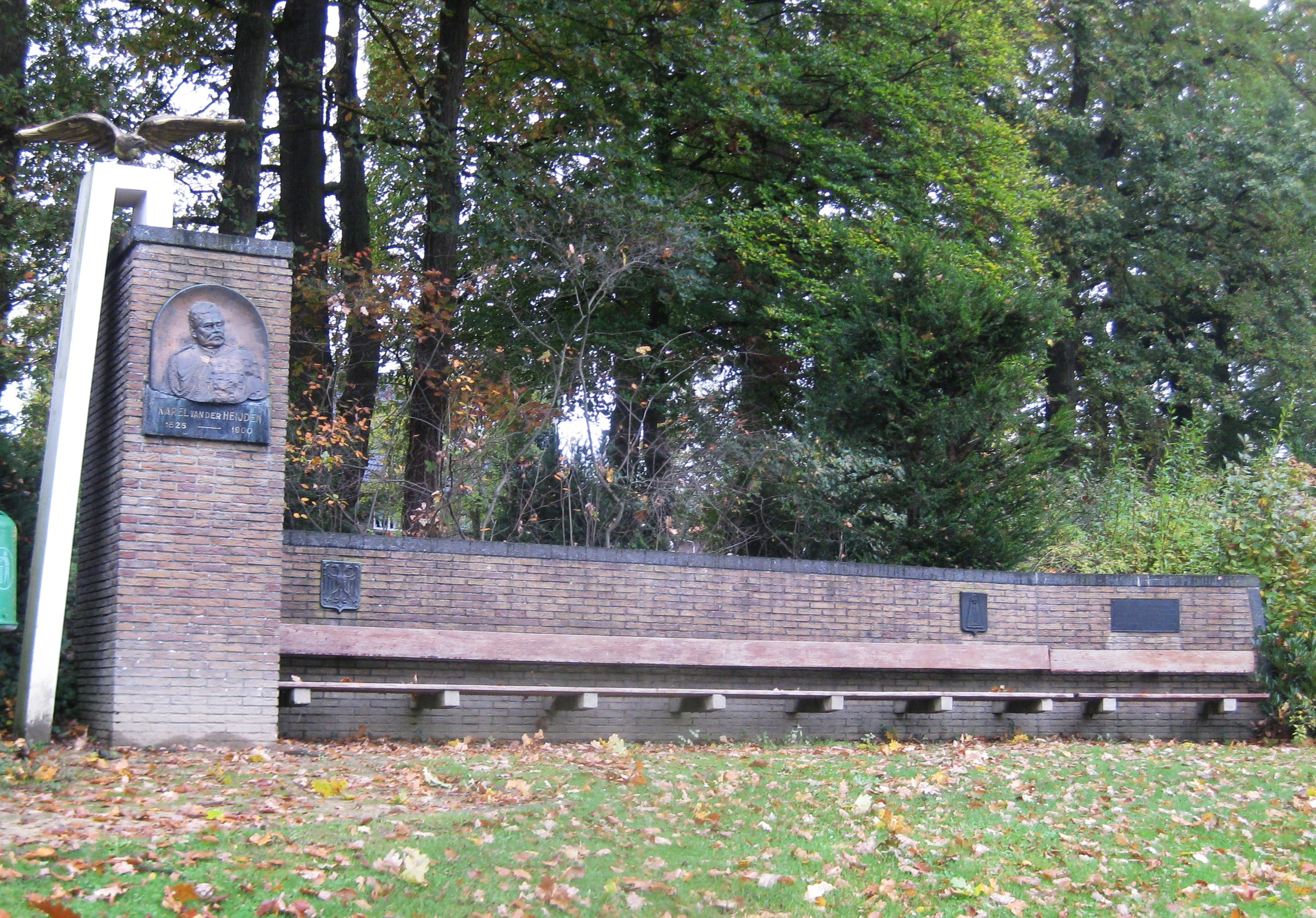
Banc Karel van der Heijden (Bronbeek)
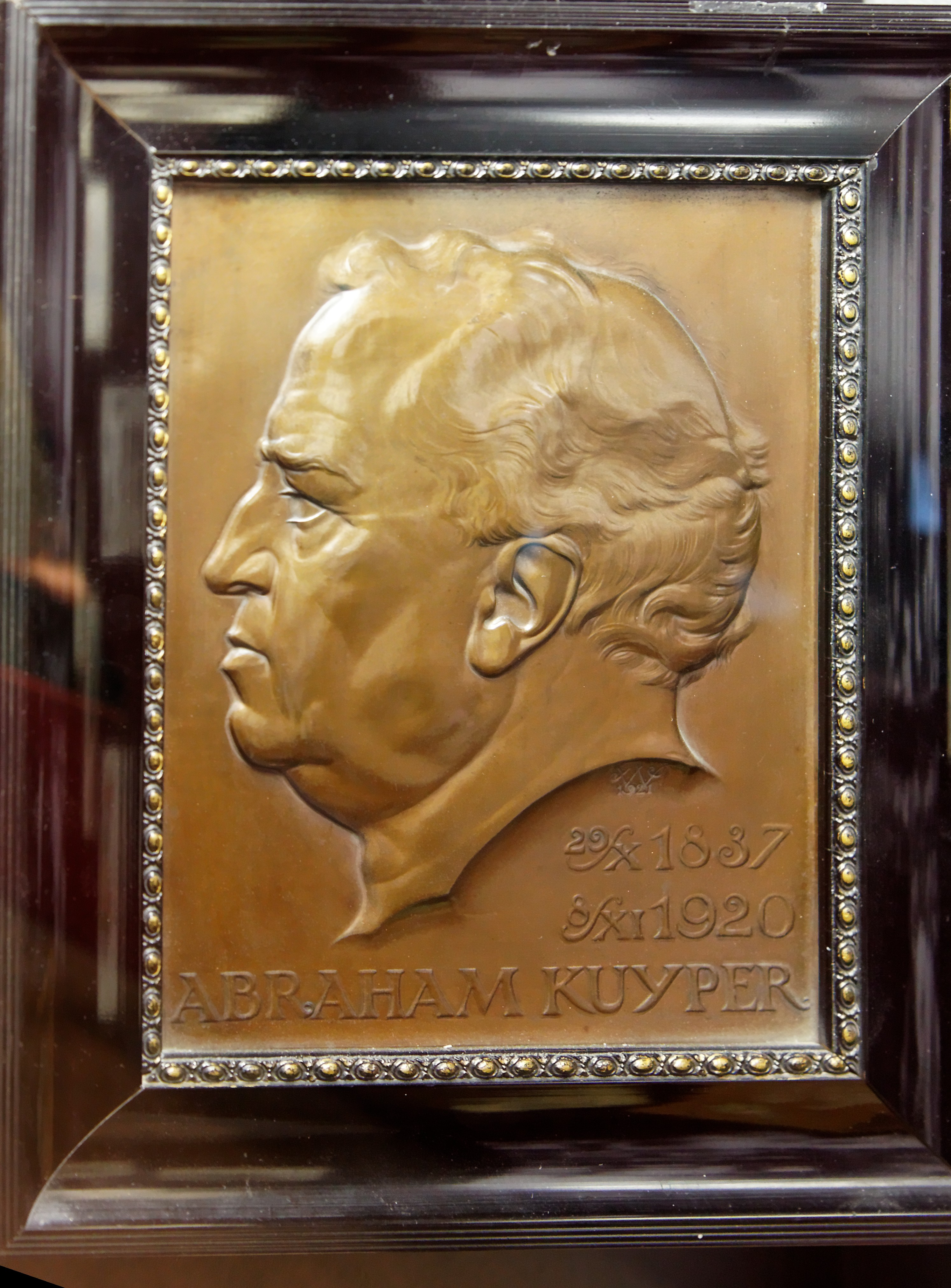
Plaque Abraham Kuyper
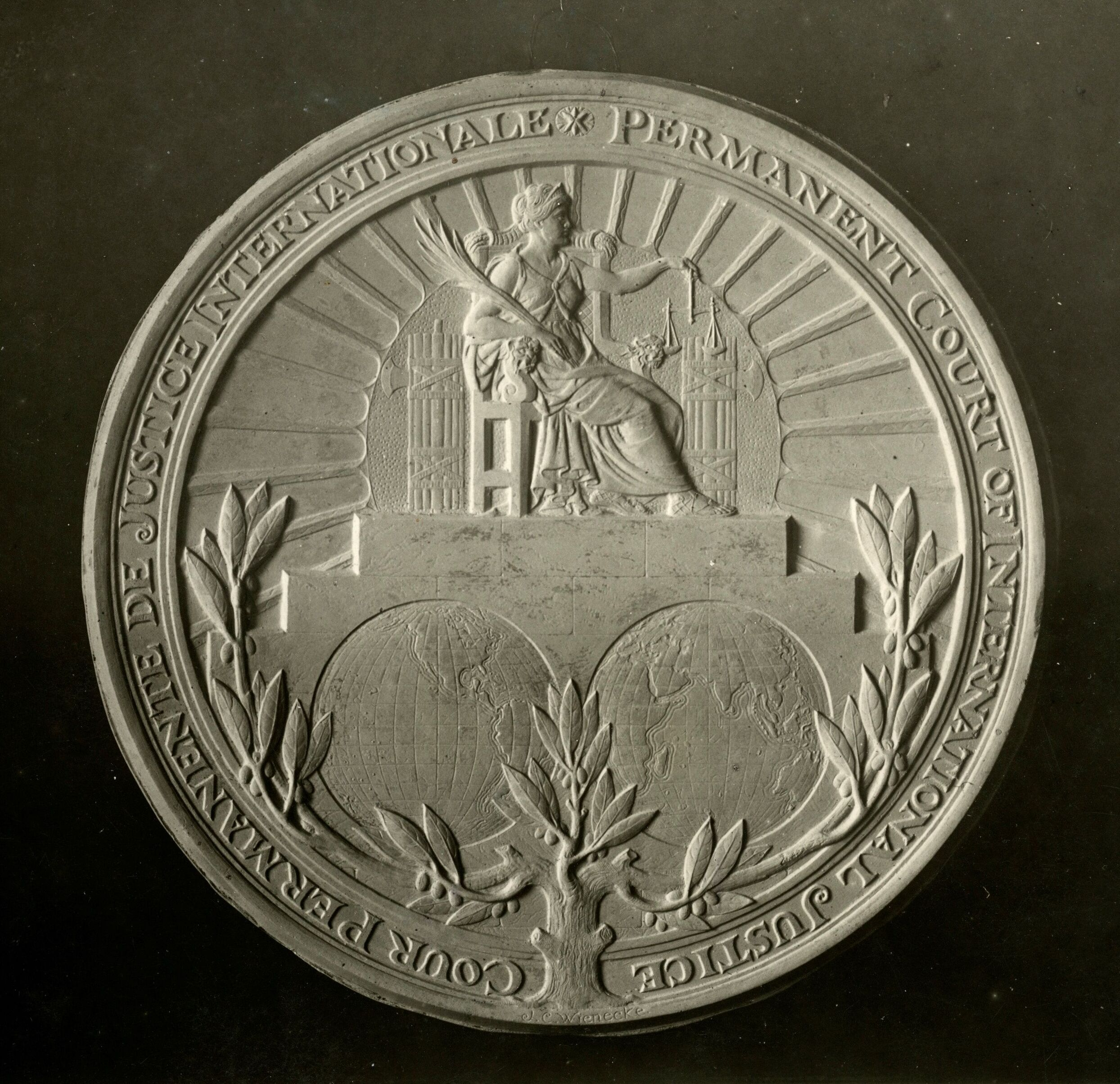
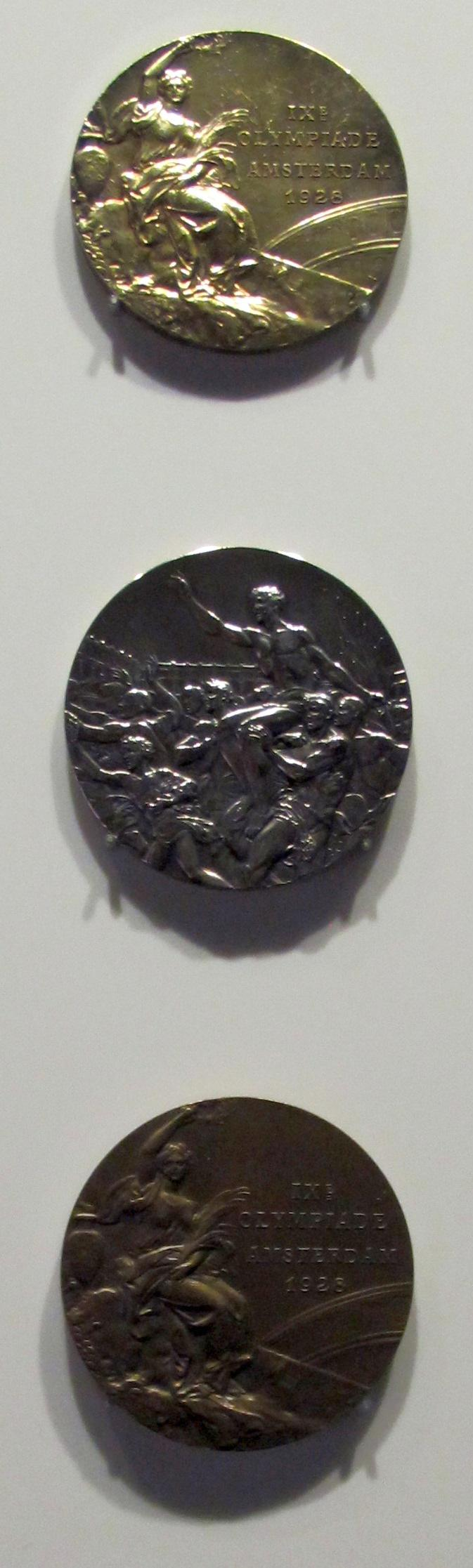
Médailles des Jeux olympiques d'été de 1928